# Champvert
Champvert – miejscowość i gmina we Francji, w regionie Burgundia-Franche-Comté, w departamencie Nièvre.
Według danych na rok 1990 gminę zamieszkiwały 892 osoby, a gęstość zaludnienia wynosiła 19 osób/km² (wśród 2044 gmin Burgundii Champvert plasuje się na 261. miejscu pod względem liczby ludności, natomiast pod względem powierzchni na miejscu 39.).